# Ana de Mendoza de la Cerda
Ana de Mendoza de la Cerda e de Silva Cifuentes, Princesa de Eboli, Duquesa de Pastrana, (Cifuentes, 29 de junho de 1540 – Pastrana, 2 de fevereiro de 1592) foi uma aristocrata espanhola, suo jure, 2.ª Princesa de Mélito, 2.ª Duquesa de Francavilla e 3.ª Condessa de Aliano.

## Vida pessoal
Ana nasceu em Cifuentes, na província de Guadalajara, em 1540, filha de Diego Hurtado de Mendoza e sua esposa, Catalina de Silva. A Casa de Mendoza era uma das mais poderosas famílias do século XVI da Espanha. Sua infância, no entanto, não foi feliz. Ana testemunhou os diversos casos amorosos do pai e a tristeza que isso causou na família. Ana era descrita como inteligente, rebelde durante a juventude e bastante religiosa.
Casou-se com Rui Gomes da Silva, Príncipe de Éboli, quando tinha apenas 13 anos de idade, em 1553, por recomendação do regente da Espanha, futuro rei Filipe II. Seu marido era o conselheiro chefe e protegido de Filipe II e a partir de 1559, tornou-se Príncipe de Eboli.
Mesmo sendo cega de um olho, a princesa Ana era considera uma mulher muito bonita e atraente. Conhecida por uma personalidade enérgica e com uma proeminente vida na corte. Não se sabe como ela perdeu o olho, mas acredita-se que tenha sido por volta dos 14 anos de idade, pois após essa idade ela já aprece em retratos oficiais com um tapa-olho. Acredita-se que tenha sido um acidente com esgrima, mas alguns estudiosos afirmam que ela já tenha nascido com um problema ocular, que pode ter levado a uma severa inflamação.
Uma de suas grandes amigas era Isabel de Valois. Seu casamento com Rui rendeu nove filhos:
- Diego (cerca de 1558–1563)
- Ana de Silva e Mendoza (1560–1610) casou-se em 1572 com Alonso Pérez de Guzmán, 7.º Duque de Medina Sidonia
- Rodrigo de Silva e Mendoza (1562–1596), 2.º Duque de Pastrana
- Pedro de Silva e Mendoza (cerca de 1563)
- Diego de Silva e Mendoza (1564–1630), Marquês de Alenquer
- Ruy de Silva e Mendoza (1565–?), Marquês de La Eliseda
- Fernando de Silva y Álvarez de Toledo (1570–1639)
- Maria de Mendoza e Maria de Silva (cerca de 1570)
- Ana de Silva y Mendoza (1573–1614)

Após a morte do marido, em 1573, ela passou três anos no Monastério de Pastrana, porém retornou à vida pública em 1576, formando uma aliança na corte com o sub-secretário de estado do rei, Antonio Pérez (1540–1615), que era casado na época, e escondeu seu relacionamento com Ana do rei. Ambos foram acusados de trair segredos de Estado, que levaram à sua prisão em 1579.

## Morte
Ana nunca deixou a prisão e faleceu lá 13 anos depois de ser encarcerada, pobre e doente, em 2 de fevereiro de 1592. Pérez, por sua vez, nunca a visitou e viveu uma vida plena depois de sair da prisão.

## Família
A princesa de Eboli era bisneta, em linha masculina, do célebre Cardeal Mendoza e de uma nobre portuguesa, D. Mécia de Lemos, filha do 1.º senhor da Trofa e dama da rainha Joana de Castela. Por sua vez, Ana de Mendoza e seu marido foram bisavós de D. Luísa de Gusmão, duquesa de Bragança e rainha consorte de Portugal, pelo seu casamento com D. João IV.